# IIHF Challenge Cup of Asia
Der IIHF Challenge Cup of Asia war ein internationales Eishockeyturnier, das von 2008 bis 2019 ausgetragen wurde. Das Turnier wurde vom Internationalen Eishockey-Föderation IIHF organisiert und diente dazu, Nationalmannschaften des asiatischen Kontinents, die an der Eishockey-Weltmeisterschaft nicht teilnehmen oder dort in der untersten Spielklasse spielen, internationale Vergleiche mit ähnlich spielstarken Gegnern zu ermöglichen. 
Mit dem Challenge Cups wurden die meisten asiatischen Nationalmannschaften an die Weltmeisterschaft herangeführt. Die stärksten asiatischen Verbände – Kasachstan, Japan, Volksrepublik China, Südkorea, Nordkorea, Israel – nahmen dagegen nie am Challenge Cup teil. Zeitweise wurden die Turniere in zwei Divisionen ausgetragen, wobei die untere Leistungsklasse als Division 1 bezeichnet wurde. Die Turniere des Challenge Cup 2020 wurden aufgrund der COVID-19-Pandemie abgesagt, seitdem wurden keine Turniere ausgetragen.
Mit dem IIHF Development Cup besteht seit 2017 ein ähnlicher Wettbewerb für Nationalmannschaften aus Europa, Nordafrika und Südamerika.
Ab 2010 wurden neben dem Turnier für die Herrennationalmannschaften auch ein Turnier für Auswahlmannschaften der Frauen, ab 2012 der U18- und U20-Männer ausgetragen. Seit 2022/23 werden die Turniere der Frauen, der U20- und der U18-Junioren unter dem Namen IIHF Asia and Oceania Championship veranstaltet.

## Turnierübersicht
| Jahr | Teilnehmer | Gewinner                     | Austragungsort                          |
| ---- | ---------- | ---------------------------- | --------------------------------------- |
| 2008 | 6          | Republik China (Taiwan)      | Hongkong, Volksrepublik China           |
| 2009 | 8          | Vereinigte Arabische Emirate | Abu Dhabi, Vereinigte Arabische Emirate |
| 2010 | 9          | Republik China (Taiwan)      | Taipeh, Republik China (Taiwan)         |
| 2011 | 6          | Hongkong                     | Kuwait, Kuwait                          |
| 2012 | 7          | Vereinigte Arabische Emirate | Dehradun, Indien                        |
| 2013 | 10         | Republik China (Taiwan)      | Bangkok, Thailand                       |
| 2014 | 6+4        | Republik China (Taiwan)      | Abu Dhabi, Vereinigte Arabische Emirate |
| 2015 | 5+6        | Republik China (Taiwan)      | Taipeh, Republik China (Taiwan)         |
| 2016 | 5+5        | Republik China (Taiwan)      | Abu Dhabi, Vereinigte Arabische Emirate |
| 2017 | 5+4        | Vereinigte Arabische Emirate | Bangkok, Thailand                       |
| 2018 | 5+4        | Mongolei                     | Pasay, Philippinen                      |
| 2019 | 7          | Mongolei                     | Kuala Lumpur, Malaysia                  |

## Platzierungen
| Nation                       | 2008 | 2009 | 2010 | 2011 | 2012 | 2013 | 2014 | 2015 | 2016 | 2017 | 2018 | 2019 | Teilnahmen |
| ---------------------------- | ---- | ---- | ---- | ---- | ---- | ---- | ---- | ---- | ---- | ---- | ---- | ---- | ---------- |
| Republik China (Taiwan)      | 1    | –    | 1    | –    | 5    | 1    | 1    | 1    | 1    | *    | *    | *    | 07         |
| Hongkong                     | 3    | 4    | 5    | 1    | –    | 2    | 5*   | *    | *    | *    | *    | *    | 06         |
| Indien                       | –    | 8    | –    | 6    | 6    | 10   | 10   | 11   | 10   | 7    | 9    | –    | 09         |
| Indonesien                   | –    | –    | –    | –    | –    | –    | –    | –    | –    | –    | 8    | 5    | 02         |
| Katar                        | –    | –    | –    | –    | –    | –    | –    | –    | 9    | –    | –    | –    | 01         |
| Kirgisistan                  | –    | –    | –    | –    | –    | –    | 8    | 8    | 6    | –    | –    | *    | 03         |
| Kuwait                       | –    | –    | 7    | 4    | 4    | 4    | 6    | 6    | –    | 6    | 5*   | *    | 08         |
| Macau                        | 6    | 7    | 8    | 5    | 7    | 8    | 7    | 5    | 8    | 9    | 7    | 6    | 12         |
| Malaysia                     | 2    | 3    | 4    | –    | 3    | 7    | –    | 10   | 7    | 5    | 6    | 4    | 10         |
| Mongolei                     | *    | 5    | 6*   | –    | *    | 3*   | 3    | 3    | 3    | 2    | 1    | 1    | 09         |
| Oman                         | –    | –    | –    | –    | –    | –    | –    | 9    | –    | 8    | –    | 7    | 03         |
| Philippinen                  | –    | –    | –    | –    | –    | –    | –    | –    | –    | –    | 3    | 2    | 02         |
| Singapur                     | 5    | 6    | 9    | –    | –    | 9    | 9    | 7    | 5    | 4    | 4    | 3    | 10         |
| Thailand                     | 4    | 2    | 3    | 3    | 2    | 5    | 4    | 4    | 4    | 3    | 2    | *    | 11         |
| Vereinigte Arabische Emirate | –    | 1    | 2*   | 2    | 1    | 6*   | 2*   | 2*   | 2    | 1*   | *    | *    | 09         |

Kursiv: Teilnahme in der Division I
*: (zusätzliche) Teilnahme an der Weltmeisterschaft